# Бану Хашим
Бану Хашим (на арабски: بنو هاشم) е клан на арабското племе курейши. Негов основоположник е Хашим.
Към него принадлежат пророкът на исляма Мохамед, първият имам на шиизма Али ибн Аби Талиб, както и династията на Хашемитите, съществуваща и днес.
В началото на 7 век Бану Хашим е сред най-влиятелните кланове в Мека, главно защото неговите членове са натоварени да се грижат за Кааба. В ранните години на ислямската история противоречията между Бану Хашим и Бану Омаяд стават причина за гражданска война, довела до продължаващото и днес разделение между сунити и шиити.